# Hexatoma hargreavesi
Hexatoma hargreavesi är en tvåvingeart som beskrevs av Alexander 1937. Hexatoma hargreavesi ingår i släktet Hexatoma och familjen småharkrankar.
Artens utbredningsområde är Sierra Leone. Inga underarter finns listade i Catalogue of Life.